# Пасториса, Хосе Омар
Хосе Омар Пасториса (исп. José Omar Pastoriza; 23 мая 1942, Росарио — 2 августа 2004, Буэнос-Айрес) — аргентинский футболист, полузащитник, игравший за сборную Аргентины. После окончания игровой карьеры успешно работал тренером.

## Карьера

### Игровая карьера
Хосе Омар Пасториса начал карьеру в клубе «Расинг» (Авельянеда), там он провёл 2 сезона, после которых был вынужден перейти в «Индепендьенте»: финансовое состояние «Расинга» было довольно скверным, а потому продажа молодого и перспективного игрока клуба помогло команде продержаться «на плаву». За «Индепендьенте» Пасториса выступал на протяжении 6 сезонов, выиграв три чемпионата Аргентины и один Кубок Либертадорес. В команде Пасториса был «мозговым центром», направляющим развитие атак клуба, а также главным специалистом по стандартным положениям.
В 1970 году Пасторису, за его деятельность по защите прав футболистов в Аргентине, выбрали генеральным секретарём только что зародившейся профсоюза аргентинских игроков «Объединённых футболистов Аргентины», именно он был главным зачинщиком и руководителем забастовки футболистов 1971 года, боровшихся за введения «Устава футболистов-профессионалов».
В 1972 году Пасториса, долгое время находившийся без работы, был вынужден уехать во Францию, где выступал за клуб «Монако», в котором завершил свою карьеру в 1975 году.
В сборной Аргентины Пасториса выступал с 1970 по 1972 год, хотя привлекался в национальную команду ранее, к примеру поехал на чемпионат мира в 1966 году в Англию, где на поле не выходил. Всего за сборную он провёл 18 матчей и забил 1 гол.

### Тренерские клубы
Тренерскую карьеру Пасториса начал в клубе «Индепендьенте». Затем работал с «Расингом», клубами «Тальерес» и «Бока Хуниорс», колумбийским «Мильонариосом», боливийским «Боливаром», бразильскими командами «Гремио» и «Флуминенсе», а также сборными Сальвадора и Венесуэлы. Множество клубов и недолгие сроки работы Пасторисы были связаны с излишней принципиальностью главного тренера, это касалось всего, но особенно дисциплины в команде, которая часто была проблемой у южноамериканских клубов.
Наибольших успехов Пасториса добился с клубом «Индепендьенте», с которым выиграл два чемпионата страны, Кубок Либертадорес и Межконтинентальный кубок, «Боливаром», приведя клуб к победе в чемпионате Боливии, а также в «Мильонариосе», который Пасториса смог вывести с предпоследнего места в чемпионате на итоговое третье место.
Хосе Пасториса скончался 2 августа 2004 года в Буэнос-Айресе в своем доме в Пуэрто-Мадеро от инфаркта между 4:30 и 5:00 по местному времени, успев позвонить соседям, вызвавшим врача, но скорая помощь приехала слишком поздно. Его останки некоторое время находились в резиденции клуба «Индепендьенте», а затем были похоронены на кладбище в Росарио.

## Достижения
Как игрок
- Чемпион Аргентины: 1967 (Насьональ), 1970 (Метрополитано), 1971 (Метрополитано)
- Обладатель Кубка Либертадорес: 1972

Как тренер
- Чемпион Аргентины: 1977 (Насьональ), 1978 (Насьональ)
- Обладатель Кубка Либертадорес: 1984
- Обладатель Межконтинентального кубка: 1984
- Чемпион штата Рио-де-Жанейро: 1985
- Чемпион Боливии: 1994